# جوناتان بيرغ
جوناتان بيرغ (بالسويدية: Jonatan Berg)‏ (9 مايو 1985 في السويد - ) هو لاعب كرة قدم سويدي في مركز الوسط. لعب مع غايس غوتنبرغ وغيفلي ونادي غوتبورغ وأي كي سيريوس وفاربرغس بويس ‏ ونادي تارانتو 1927 وIK Sirius ‏ ونادي تريليبورج ‏.

## وصلات خارجية
- جوناتان بيرغ على موقع اتحاد السويد (السويدية)
- جوناتان بيرغ على موقع قاعدة بيانات كرة القدم.إي يو (الإنجليزية)
- جوناتان بيرغ على موقع عالم كرة القدم.نت (الإنجليزية)